# 2016-os futsal-világbajnokság
A 2016-os futsal-világbajnokság a 8. futsal-világbajnokság volt a FIFA rendezésében. Az eseményt 2016. szeptember 10. és október 1. között rendezték meg, Kolumbiában.
A korábbi világbajnokságok győztesei Brazília és Spanyolország, már a nyolcaddöntőben, illetve a negyeddöntőben kiestek. Mindez azt jelentette, hogy új világbajnoka lesz a sportágnak.
A döntőben Argentína 5–4 arányban legyőzte Oroszországot, ezzel az argentin lett a harmadik válogatott, mely világbajnoki címet szerzett.

## Selejtezők
Az alábbi csapatok kvalifikálták magukat a 2016-os futsal-világbajnokságra:
| Ázsiai zóna (AFC): - Ausztrália - Irán - Thaiföld - Üzbegisztán - Vietnám Afrikai zóna (CAF): - Egyiptom - Marokkó - Mozambik Dél-amerikai zóna (CONMEBOL): - Argentína - Brazília - Paraguay Rendező: - Kolumbia (Dél-Amerika) | Európai zóna (UEFA): - Azerbajdzsán - Kazahsztán - Olaszország - Oroszország - Portugália - Spanyolország - Ukrajna Észak és Közép-Amerika és a Karibi zóna (CONCACAF): - Costa Rica - Guatemala - Kuba - Panama Óceániai zóna (OFC): - Salamon-szigetek |

## Helyszín
A mérkőzéseket három városban, három helyszínen rendezték.
| Cali                                                                                              | Bucaramanga            | Medellín               |
| ------------------------------------------------------------------------------------------------- | ---------------------- | ---------------------- |
| Coliseo El Pueblo                                                                                 | Coliseo Bicentenario   | Coliseo Cubierto Mayor |
| Befogadóképesség: 18000                                                                           | Befogadóképesség: 8000 | Befogadóképesség: 6000 |
| Cali Bucaramanga Medellín A 2016-os futsal-világbajnokság helyszínének elhelyezkedése a térképen. |                        |                        |

## Eredmények
A világbajnokság mérkőzéseinek dátumait 2016. február 5-én hozta nyilvánosságra a FIFA.
Sorrend meghatározása
1. több szerzett pont az összes mérkőzésen
2. jobb gólkülönbség az összes mérkőzésen
3. több lőtt gól az összes mérkőzésen
4. több szerzett pont az azonosan álló csapatok között lejátszott mérkőzéseken
5. jobb gólkülönbség az azonosan álló csapatok között lejátszott mérkőzéseken
6. több lőtt gól az azonosan álló csapatok között lejátszott mérkőzéseken
7. sorsolás

| Megjegyzés |
| --- |
| A csoportok első és második helyén végzett csapatok, illetve a 4 legjobb csoportharmadik továbbjutott a nyolcaddöntőkbe. |

Az időpontok kolumbiai idő szerint vannak feltüntetve (UTC−5).

### A csoport
| Csapat      | M | Gy | D | V | G+ | G– | Gk  | P |
| ----------- | - | -- | - | - | -- | -- | --- | - |
| Portugália  | 3 | 2  | 1 | 0 | 15 | 2  | +13 | 7 |
| Kolumbia    | 3 | 1  | 2 | 0 | 8  | 7  | +1  | 5 |
| Panama      | 3 | 1  | 0 | 2 | 6  | 14 | –8  | 3 |
| Üzbegisztán | 3 | 0  | 1 | 2 | 5  | 11 | –6  | 1 |

| 2016. szeptember 10. 18:00 (UTC−5) |

| Üzbegisztán | 1–3         | Panama                              |
| ----------- | ----------- | ----------------------------------- |
| Anorov 39'  | Jegyzőkönyv | Castrellón 16' De León 30' Mena 36' |

| Coliseo El Pueblo, Cali Nézőszám: 7,352 Játékvezető: Mohamed Hassan Hassan Ahmed Youssef (egyiptomi) |

| 2016. szeptember 10. 20:00 (UTC−5) |

| Kolumbia    | 1–1         | Portugália   |
| ----------- | ----------- | ------------ |
| Angellot 1' | Jegyzőkönyv | Cardinal 40' |

| Coliseo El Pueblo, Cali Nézőszám: 10,084 Játékvezető: Fernando Gutiérrez Lumbreras (spanyol) |

| 2016. szeptember 13. 18:00 (UTC−5) |

| Panama | 0–9         | Portugália                                                     |
| ------ | ----------- | -------------------------------------------------------------- |
|        | Jegyzőkönyv | Ricardinho 1' 8' 11' 17' 22' Cardinal 5' 10' Miguel Ângelo 18' |

| Coliseo El Pueblo, Cali Nézőszám: 2,774 Játékvezető: Cédric Pelissier (francia) |

| 2016. szeptember 13. 20:00 (UTC−5) |

| Kolumbia                   | 3–3         | Üzbegisztán                        |
| -------------------------- | ----------- | ---------------------------------- |
| Abril 18' Angellot 37' 40' | Jegyzőkönyv | Anorov 5' Irsaliev 15' Elibaev 28' |

| Coliseo El Pueblo, Cali Nézőszám: 6,610 Játékvezető: Ondřej Černý (cseh) |

| 2016. szeptember 16. 20:00 (UTC−5) |

| Panama                           | 3–4         | Kolumbia                                    |
| -------------------------------- | ----------- | ------------------------------------------- |
| Brown 9' Castrellón 28' Mena 37' | Jegyzőkönyv | Angellot 4' Toro 12' Abril 22' C. Reyes 34' |

| Coliseo El Pueblo, Cali Nézőszám: 9,730 Játékvezető: Saša Tomić (horvát) |

| 2016. szeptember 16. 20:00 (UTC−5) |

| Portugália                                      | 5–1         | Üzbegisztán            |
| ----------------------------------------------- | ----------- | ---------------------- |
| Ricardinho 10' 14' 22' André Coelho 26' Djô 35' | Jegyzőkönyv | Ricardinho 11' (öngól) |

| Coliseo Iván de Bedout, Medellín Nézőszám: 2,032 Játékvezető: Daniel Rodríguez (uruguayi) |

### B csoport
| Csapat      | M | Gy | D | V | G+ | G– | Gk  | P |
| ----------- | - | -- | - | - | -- | -- | --- | - |
| Oroszország | 3 | 3  | 0 | 0 | 19 | 6  | +13 | 9 |
| Thaiföld    | 3 | 2  | 0 | 1 | 14 | 12 | +2  | 6 |
| Egyiptom    | 3 | 1  | 0 | 2 | 9  | 9  | 0   | 3 |
| Kuba        | 3 | 0  | 0 | 3 | 7  | 22 | –15 | 0 |

| 2016. szeptember 10. 16:00 (UTC−5) |

| Kuba        | 1–7         | Egyiptom                                                |
| ----------- | ----------- | ------------------------------------------------------- |
| Marrero 31' | Jegyzőkönyv | Elashwal 1' Eid 8' 31' 33' Mizo 11' Homos 18' Nader 23' |

| Coliseo Iván de Bedout, Medellín Nézőszám: 750 Játékvezető: Kamil Çetin (török) |

| 2016. szeptember 10. 18:00 (UTC−5) |

| Thaiföld                                        | 4–6         | Oroszország                                                                |
| ----------------------------------------------- | ----------- | -------------------------------------------------------------------------- |
| Suphawut 19' Jirawat 22' Apiwat 22' Jetsada 34' | Jegyzőkönyv | Davidov 12' Eder Lima 16' 18' 26' Nyijazov 25' Sajahmetov 26' (büntetőből) |

| Coliseo Iván de Bedout, Medellín Nézőszám: 1,043 Játékvezető: Cristian Espindola (chilei) |

| 2016. szeptember 13. 18:00 (UTC−5) |

| Egyiptom | 1–6         | Oroszország                                            |
| -------- | ----------- | ------------------------------------------------------ |
| Mizo 36' | Jegyzőkönyv | Davidov 1' Eder Lima 2' 21' Rômulo 6' 31' Nyijazov 18' |

| Coliseo Iván de Bedout, Medellín Nézőszám: 457 Játékvezető: Nurdin Bukuev (kirgiz) |

| 2016. szeptember 13. 20:00 (UTC−5) |

| Thaiföld                                                                | 8–5         | Kuba                                               |
| ----------------------------------------------------------------------- | ----------- | -------------------------------------------------- |
| Wiwat 14' Jirawat 15' 24' Suphawut 20' 33' 40' Jetsada 26' Kritsada 28' | Jegyzőkönyv | Domínguez 6' 25' Baquero 8' Marrero 12' Marino 19' |

| Coliseo Iván de Bedout, Medellín Nézőszám: 757 Játékvezető: Adalbert Diouf (szenegáli) |

| 2016. szeptember 16. 18:00 (UTC−5) |

| Egyiptom     | 1–2         | Thaiföld                    |
| ------------ | ----------- | --------------------------- |
| Elashwal 37' | Jegyzőkönyv | Eika 6' (öngól) Jirawat 23' |

| Coliseo Iván de Bedout, Medellín Nézőszám: 842 Játékvezető: Kamil Çetin (török) |

| 2016. szeptember 16. 18:00 (UTC−5) |

| Oroszország                                                                                   | 7–1         | Kuba          |
| --------------------------------------------------------------------------------------------- | ----------- | ------------- |
| Davidov 16' Csiskala 18' Nyijazov 18' Sajahmetov 20' Liszkov 32' Milovanov 33' Abramovics 36' | Jegyzőkönyv | Hernández 30' |

| Coliseo El Pueblo, Cali Nézőszám: 2,141 Játékvezető: Khamis Hassan Al Shamsi (Egyesült Arab Emírségekbel) |

### C csoport
| Csapat      | M | Gy | D | V | G+ | G– | Gk  | P |
| ----------- | - | -- | - | - | -- | -- | --- | - |
| Olaszország | 3 | 3  | 0 | 0 | 11 | 3  | +8  | 9 |
| Paraguay    | 3 | 2  | 0 | 1 | 17 | 9  | +8  | 6 |
| Vietnám     | 3 | 1  | 0 | 2 | 5  | 11 | –6  | 3 |
| Guatemala   | 3 | 0  | 0 | 3 | 7  | 17 | –10 | 0 |

| 2016. szeptember 11. 18:00 (UTC−5) |

| Vietnám                             | 4–2         | Guatemala                 |
| ----------------------------------- | ----------- | ------------------------- |
| Trí 20' 29' Văn Vũ 40' (büntetőből) | Jegyzőkönyv | Wanderley 24' Patrick 31' |

| Coliseo El Pueblo, Cali Nézőszám: 1,615 Játékvezető: Bogdan Sorescu (román) |

| 2016. szeptember 11. 20:00 (UTC−5) |

| Paraguay        | 2–4         | Olaszország                                      |
| --------------- | ----------- | ------------------------------------------------ |
| J. Salas 8' 19' | Jegyzőkönyv | Lima 16' Romano 23' C. dos Santos 25' Merlim 32' |

| Coliseo El Pueblo, Cali Nézőszám: 2,220 Játékvezető: Sergio Cabrera (kubai) |

| 2016. szeptember 14. 18:00 (UTC−5) |

| Guatemala         | 1–5         | Olaszország                        |
| ----------------- | ----------- | ---------------------------------- |
| Romano 8' (öngól) | Jegyzőkönyv | Fortino 3' 19' 32' Leggiero 4' 34' |

| Coliseo El Pueblo, Cali Nézőszám: 1,048 Játékvezető: Daniel Rodriguez (uruguayi) |

| 2016. szeptember 14. 20:00 (UTC−5) |

| Paraguay                                                                                         | 7–1         | Vietnám    |
| ------------------------------------------------------------------------------------------------ | ----------- | ---------- |
| F. Martínez 3' J. Salas 11' E. Ayala 12' Long Vũ 13' (öngól) Villalba 18' Rejala 34' Pedrozo 39' | Jegyzőkönyv | Văn Vũ 40' |

| Coliseo El Pueblo, Cali Nézőszám: 2,193 Játékvezető: Saša Tomić (horvát) |

| 2016. szeptember 17. 18:00 (UTC−5) |

| Guatemala                                        | 4–8         | Paraguay                                                                         |
| ------------------------------------------------ | ----------- | -------------------------------------------------------------------------------- |
| Arévalo 2' Enríquez 3' Mansilla 34' González 39' | Jegyzőkönyv | E. Ayala 17' 18' 24' Rejala 19' Pedrozo 27' Morel 35' H. Martínez 36' Franco 40' |

| Coliseo El Pueblo, Cali Nézőszám: 4,123 Játékvezető: Pascal Lemal (angolai) |

| 2016. szeptember 17. 18:00 (UTC−5) |

| Olaszország        | 2–0         | Vietnám |
| ------------------ | ----------- | ------- |
| Lima 5' Murilo 27' | Jegyzőkönyv |         |

| Coliseo Bicentenario, Bucaramanga Nézőszám: 1,374 Játékvezető: José Francisco Katemo Katchingavisa (angolai) |

### D csoport
| Csapat     | M | Gy | D | V | G+ | G– | Gk  | P |
| ---------- | - | -- | - | - | -- | -- | --- | - |
| Brazília   | 3 | 3  | 0 | 0 | 29 | 5  | +24 | 9 |
| Ukrajna    | 3 | 2  | 0 | 1 | 8  | 6  | +2  | 6 |
| Ausztrália | 3 | 1  | 0 | 2 | 5  | 16 | –11 | 3 |
| Mozambik   | 3 | 0  | 0 | 3 | 7  | 22 | –15 | 0 |

| 2016. szeptember 11. 16:00 (UTC−5) |

| Mozambik          | 2–3         | Ausztrália                                 |
| ----------------- | ----------- | ------------------------------------------ |
| Calo 32' Dino 35' | Jegyzőkönyv | Barrientos 11' Cooper 18' G. Giovenali 19' |

| Coliseo Bicentenario, Bucaramanga Nézőszám: 2,014 Játékvezető: Carlos Gonzalez (guatemalai) |

| 2016. szeptember 11. 18:00 (UTC−5) |

| Ukrajna          | 1–3         | Brazília                                   |
| ---------------- | ----------- | ------------------------------------------ |
| Mih. Hricina 26' | Jegyzőkönyv | Rodrigo 7' Falcão 10' Szorokin 35' (öngól) |

| Coliseo Bicentenario, Bucaramanga Nézőszám: 4,443 Játékvezető: Nurdin Bukuev (kirgiz) |

| 2016. szeptember 14. 18:00 (UTC−5) |

| Ausztrália      | 1–11        | Brazília                                                                                                   |
| --------------- | ----------- | --- |
| G. Giovenali 4' | Jegyzőkönyv | Rodrigo 2' Fernandinho 8' 26' Falcão 12' 23' 39' Bateria 19' Dieguinho 25' 40' Jé 28' Lockhart 39' (öngól) |

| Coliseo Bicentenario, Bucaramanga Nézőszám: 2,678 Játékvezető: Marc Birkett (angol) |

| 2016. szeptember 14. 20:00 (UTC−5) |

| Ukrajna                                                | 4–2         | Mozambik          |
| ------------------------------------------------------ | ----------- | ----------------- |
| Szorokin 1' Mih. Hricina 8' Ovszjannikov 25' Koval 37' | Jegyzőkönyv | Dino 19' Calo 19' |

| Coliseo Bicentenario, Bucaramanga Nézőszám: 3,464 Játékvezető: Rex Kamusu (Salamon-szigeteki) |

| 2016. szeptember 17. 16:00 (UTC−5) |

| Ausztrália   | 1–3         | Ukrajna                               |
| ------------ | ----------- | ------------------------------------- |
| Zeballos 38' | Jegyzőkönyv | Zsurba 7' Bondar 35' Ovszjannikov 40' |

| Coliseo Bicentenario, Bucaramanga Nézőszám: 876 Játékvezető: Francisco Rivera (mexikói) |

| 2016. szeptember 17. 16:00 (UTC−5) |

| Brazília | 15–3        | Mozambik                                 |
| --- | ----------- | ---------------------------------------- |
| Rodrigo 1' 7' Xuxa 2' 12' Dieguinho 13' 14' Jackson 16' Fernandinho 19' 30' Bateria 29' Ari 29' 32' Falcão 35' (büntetőből) 37' 38' | Jegyzőkönyv | Mário 16' (büntetőből) Magu 30' Dino 38' |

| Coliseo El Pueblo, Cali Nézőszám: 3,567 Játékvezető: Rex Kamusu (Salamon-szigeteki) |

### E csoport
| Csapat           | M | Gy | D | V | G+ | G– | Gk  | P |
| ---------------- | - | -- | - | - | -- | -- | --- | - |
| Argentína        | 3 | 2  | 1 | 0 | 10 | 5  | +5  | 7 |
| Kazahsztán       | 3 | 2  | 0 | 1 | 13 | 2  | +11 | 6 |
| Costa Rica       | 3 | 1  | 1 | 1 | 7  | 7  | 0   | 4 |
| Salamon-szigetek | 3 | 0  | 0 | 3 | 5  | 21 | –16 | 0 |

| 2016. szeptember 12. 18:00 (UTC−5) |

| Salamon-szigetek                 | 2–4         | Costa Rica                                          |
| -------------------------------- | ----------- | --------------------------------------------------- |
| Ragomo 36' (büntetőből) Bule 39' | Jegyzőkönyv | Paniagua 19' 33' (büntetőből) Chavés 24' Brenes 37' |

| Coliseo Bicentenario, Bucaramanga Nézőszám: 752 Játékvezető: Elvis Peña (paraguayi) |

| 2016. szeptember 12. 20:00 (UTC−5) |

| Argentína       | 1–0         | Kazahsztán |
| --------------- | ----------- | ---------- |
| A. Vaporaki 20' | Jegyzőkönyv |            |

| Coliseo Bicentenario, Bucaramanga Nézőszám: 1,794 Játékvezető: Chris Colley (ausztrál) |

| 2016. szeptember 15. 18:00 (UTC−5) |

| Costa Rica   | 1–3         | Kazahsztán                  |
| ------------ | ----------- | --------------------------- |
| Paniagua 15' | Jegyzőkönyv | Douglas 1' Taku 16' Leo 21' |

| Coliseo Bicentenario, Bucaramanga Nézőszám: 903 Játékvezető: Cristian Espindola (chilei) |

| 2016. szeptember 15. 20:00 (UTC−5) |

| Argentína                                                           | 7–3         | Salamon-szigetek               |
| ------------------------------------------------------------------- | ----------- | ------------------------------ |
| Brandi 3' Basile 9' Borruto 11' 20' 28' Taborda 14' A. Vaporaki 31' | Jegyzőkönyv | Bule 6' Coleman 12' Ragomo 23' |

| Coliseo Bicentenario, Bucaramanga Nézőszám: 2,111 Játékvezető: Lance Vanhaitsma (amerikai) |

| 2016. szeptember 18. 16:00 (UTC−5) |

| Costa Rica              | 2–2         | Argentína              |
| ----------------------- | ----------- | ---------------------- |
| Cordero 19' Cubillo 30' | Jegyzőkönyv | Basile 31' Wilhelm 35' |

| Coliseo Bicentenario, Bucaramanga Nézőszám: 1,959 Játékvezető: Eduardo Fernandes (portugál) |

| 2016. szeptember 18. 16:00 (UTC−5) |

| Kazahsztán                                                                      | 10–0        | Salamon-szigetek |
| ------------------------------------------------------------------------------- | ----------- | ---------------- |
| Dovgan 4' Knaub 9' 22' Douglas 16' 29' Leo 18' Taku 28' 30' Mun 29' Pengrin 38' | Jegyzőkönyv |                  |

| Coliseo Iván de Bedout, Medellín Nézőszám: 727 Játékvezető: Tomohiro Kozaki (japán) |

### F csoport
| Csapat        | M | Gy | D | V | G+ | G– | Gk | P |
| ------------- | - | -- | - | - | -- | -- | -- | - |
| Spanyolország | 3 | 3  | 0 | 0 | 13 | 6  | +7 | 9 |
| Azerbajdzsán  | 3 | 1  | 1 | 1 | 10 | 7  | +3 | 4 |
| Irán          | 3 | 1  | 1 | 1 | 9  | 11 | –2 | 4 |
| Marokkó       | 3 | 0  | 0 | 3 | 6  | 14 | –8 | 0 |

| 2016. szeptember 12. 18:00 (UTC−5) |

| Marokkó | 0–5         | Azerbajdzsán                                      |
| ------- | ----------- | ------------------------------------------------- |
|         | Jegyzőkönyv | Vassoura 15' 18' 33' Gallo 29' Thiago Bolinha 31' |

| Coliseo Iván de Bedout, Medellín Nézőszám: 1,016 Játékvezető: José Francisco Katemo Katchingavisa (angolai) |

| 2016. szeptember 12. 20:00 (UTC−5) |

| Irán                         | 1–5         | Spanyolország                                                    |
| ---------------------------- | ----------- | ---------------------------------------------------------------- |
| Hassanzadeh 28' (büntetőből) | Jegyzőkönyv | Lozano 1' José Ruiz 7' Aicardo 17' (büntetőből) 33' Miguelín 27' |

| Coliseo Iván de Bedout, Medellín Nézőszám: 1,980 Játékvezető: Cesar Malaga (perui) |

| 2016. szeptember 15. 18:00 (UTC−5) |

| Azerbajdzsán                   | 2–4         | Spanyolország                                              |
| ------------------------------ | ----------- | ---------------------------------------------------------- |
| Vassoura 3' Thiago Bolinha 40' | Jegyzőkönyv | Vassoura 5' (öngól) 14' (öngól) Fernandão 27' Miguelín 36' |

| Coliseo Iván de Bedout, Medellín Nézőszám: 1,221 Játékvezető: Alessandro Malfer (olasz) |

| 2016. szeptember 15. 20:00 (UTC−5) |

| Irán                                                   | 5–3         | Marokkó                                   |
| ------------------------------------------------------ | ----------- | ----------------------------------------- |
| Tayyebi 10' Javid 15' Hassanzadeh 16' 24' Tavakoli 18' | Jegyzőkönyv | Jouad 16' Adil Habil 19' (büntetőből) 33' |

| Coliseo Iván de Bedout, Medellín Nézőszám: 1,509 Játékvezető: Sergio Cabrera (kubai) |

| 2016. szeptember 18. 18:00 (UTC−5) |

| Azerbajdzsán                    | 3–3         | Irán                                    |
| ------------------------------- | ----------- | --------------------------------------- |
| Thiago Bolinha 2' Gallo 22' 32' | Jegyzőkönyv | Esmaeilpour 1' Tavakoli 21' Tayyebi 36' |

| Coliseo Iván de Bedout, Medellín Nézőszám: 1,108 Játékvezető: Cesar Malaga (perui) |

| 2016. szeptember 18. 18:00 (UTC−5) |

| Spanyolország                             | 4–3         | Marokkó                          |
| ----------------------------------------- | ----------- | -------------------------------- |
| Lozano 8' 33' Aicardo 17' Raúl Campos 19' | Jegyzőkönyv | Adil Habil 14' 34' El Mazray 24' |

| Coliseo Bicentenario, Bucaramanga Nézőszám: 2,696 Játékvezető: Yuri García (kolumbiai) |

### Harmadik helyezett csapatok
A négy legjobb harmadik helyezett csapatot a következők alapján határozták meg:
1. több szerzett pont az összes mérkőzésen
2. jobb gólkülönbség az összes mérkőzésen
3. több lőtt gól az összes mérkőzésen
4. sorsolás

| Csapat     | M | Gy | D | V | G+ | G– | Gk  | P |
| ---------- | - | -- | - | - | -- | -- | --- | - |
| Costa Rica | 3 | 1  | 1 | 1 | 7  | 7  | 0   | 4 |
| Irán       | 3 | 1  | 1 | 1 | 9  | 11 | –2  | 4 |
| Egyiptom   | 3 | 1  | 0 | 2 | 9  | 9  | 0   | 3 |
| Vietnám    | 3 | 1  | 0 | 2 | 5  | 11 | –6  | 3 |
| Panama     | 3 | 1  | 0 | 2 | 6  | 14 | –8  | 3 |
| Ausztrália | 3 | 1  | 0 | 2 | 5  | 16 | –11 | 3 |

## Egyenes kieséses szakasz
|  |                              |                  |                           |                              |                       |                       |                           |               |               |               |                   |                   |                   |  |  |       |       |       |
|  | Nyolcaddöntők                | Nyolcaddöntők    | Nyolcaddöntők             |                              |                       | Negyeddöntők          | Negyeddöntők              | Negyeddöntők  |               |               | Elődöntők         | Elődöntők         | Elődöntők         |  |  | Döntő | Döntő | Döntő |
|  | Nyolcaddöntők                | Nyolcaddöntők    | Nyolcaddöntők             |                              |                       | Negyeddöntők          | Negyeddöntők              | Negyeddöntők  |               |               | Elődöntők         | Elődöntők         | Elődöntők         |  |  | Döntő | Döntő | Döntő |
|  | szeptember 20. – Cali        |                  |                           |                              |                       |                       |                           |               |               |               |                   |                   |                   |  |  |       |       |       |
|  |                              |                  |                           |                              |                       |                       |                           |               |               |               |                   |                   |                   |  |  |       |       |       |
|  | A2                           | Kolumbia         | 0 (3)                     |                              |                       |                       |                           |               |               |               |                   |                   |                   |  |  |       |       |       |
|  | A2                           | Kolumbia         | 0 (3)                     | szeptember 24. – Bucaramanga |                       |                       |                           |               |               |               |                   |                   |                   |  |  |       |       |       |
|  | C2                           | Paraguay (b.u.)  | 0 (4)                     |                              |                       |                       |                           |               |               |               |                   |                   |                   |  |  |       |       |       |
|  | C2                           | Paraguay (b.u.)  | 0 (4)                     |                              |                       | Paraguay              | Paraguay                  | 3             |               |               |                   |                   |                   |  |  |       |       |       |
|  | szeptember 21. – Bucaramanga |                  |                           |                              |                       | Paraguay              | Paraguay                  | 3             |               |               |                   |                   |                   |  |  |       |       |       |
|  |                              |                  | Irán                      | Irán                         | 4                     |                       |                           |               |               |               |                   |                   |                   |  |  |       |       |       |
|  | D1                           | Brazília         | Irán                      | Irán                         | 4                     | 4 (2)                 |                           |               |               |               |                   |                   |                   |  |  |       |       |       |
|  | D1                           | Brazília         |                           |                              |                       | 4 (2)                 | szeptember 27. – Medellín |               |               |               |                   |                   |                   |  |  |       |       |       |
|  | BEF3                         | Irán (b.u.)      | 4 (3)                     |                              |                       |                       |                           |               |               |               |                   |                   |                   |  |  |       |       |       |
|  | BEF3                         | Irán (b.u.)      | 4 (3)                     |                              |                       | Irán                  | Irán                      | 3             |               |               |                   |                   |                   |  |  |       |       |       |
|  | szeptember 20. – Medellín    |                  |                           |                              |                       | Irán                  | Irán                      | 3             |               |               |                   |                   |                   |  |  |       |       |       |
|  |                              |                  | Oroszország               | Oroszország                  | 4                     |                       |                           |               |               |               |                   |                   |                   |  |  |       |       |       |
|  | B1                           | Oroszország      | Oroszország               | Oroszország                  | 4                     | 7                     |                           |               |               |               |                   |                   |                   |  |  |       |       |       |
|  | B1                           | Oroszország      | szeptember 24. – Cali     |                              |                       | 7                     |                           |               |               |               |                   |                   |                   |  |  |       |       |       |
|  | ACD3                         | Vietnám          | 0                         |                              |                       |                       |                           |               |               |               |                   |                   |                   |  |  |       |       |       |
|  | ACD3                         | Vietnám          | 0                         |                              |                       | Oroszország           | Oroszország               | 6             |               |               |                   |                   |                   |  |  |       |       |       |
|  | szeptember 21. – Medellín    |                  |                           |                              |                       | Oroszország           | Oroszország               | 6             |               |               |                   |                   |                   |  |  |       |       |       |
|  |                              |                  | Spanyolország             | Spanyolország                | 2                     |                       |                           |               |               |               |                   |                   |                   |  |  |       |       |       |
|  | F1                           | Spanyolország    | Spanyolország             | Spanyolország                | 2                     | 5                     |                           |               |               |               |                   |                   |                   |  |  |       |       |       |
|  | F1                           | Spanyolország    |                           |                              |                       | 5                     | október 1. – Cali         |               |               |               |                   |                   |                   |  |  |       |       |       |
|  | E2                           | Kazahsztán       | 2                         |                              |                       |                       |                           |               |               |               |                   |                   |                   |  |  |       |       |       |
|  | E2                           | Kazahsztán       | 2                         |                              |                       | Oroszország           | Oroszország               | 4             |               |               |                   |                   |                   |  |  |       |       |       |
|  | szeptember 22. – Bucaramanga |                  |                           |                              |                       | Oroszország           | Oroszország               | 4             |               |               |                   |                   |                   |  |  |       |       |       |
|  |                              |                  | Argentína                 | Argentína                    | 5                     |                       |                           |               |               |               |                   |                   |                   |  |  |       |       |       |
|  | E1                           | Argentína (h.u.) | Argentína                 | Argentína                    | 5                     | 1                     |                           |               |               |               |                   |                   |                   |  |  |       |       |       |
|  | E1                           | Argentína (h.u.) | szeptember 25. – Medellín |                              |                       | 1                     |                           |               |               |               |                   |                   |                   |  |  |       |       |       |
|  | D2                           | Ukrajna          | 0                         |                              |                       |                       |                           |               |               |               |                   |                   |                   |  |  |       |       |       |
|  | D2                           | Ukrajna          | 0                         |                              |                       | Argentína             | Argentína                 | 5             |               |               |                   |                   |                   |  |  |       |       |       |
|  | szeptember 22. – Cali        |                  |                           |                              |                       | Argentína             | Argentína                 | 5             |               |               |                   |                   |                   |  |  |       |       |       |
|  |                              |                  | Egyiptom                  | Egyiptom                     | 0                     |                       |                           |               |               |               |                   |                   |                   |  |  |       |       |       |
|  | C1                           | Olaszország      | Egyiptom                  | Egyiptom                     | 0                     | 3                     |                           |               |               |               |                   |                   |                   |  |  |       |       |       |
|  | C1                           | Olaszország      |                           |                              |                       | 3                     | szeptember 28. – Cali     |               |               |               |                   |                   |                   |  |  |       |       |       |
|  | ABF3                         | Egyiptom (h.u.)  | 4                         |                              |                       |                       |                           |               |               |               |                   |                   |                   |  |  |       |       |       |
|  | ABF3                         | Egyiptom (h.u.)  | 4                         |                              |                       | Argentína             | Argentína                 | 5             |               |               |                   |                   |                   |  |  |       |       |       |
|  | szeptember 22. – Medellín    |                  |                           |                              |                       | Argentína             | Argentína                 | 5             |               |               |                   |                   |                   |  |  |       |       |       |
|  |                              |                  | Portugália                | Portugália                   | 2                     |                       |                           | Bronzmérkőzés | Bronzmérkőzés | Bronzmérkőzés |                   |                   |                   |  |  |       |       |       |
|  | B2                           | Thaiföld         | Portugália                | Portugália                   | 2                     | 8                     |                           |               |               | Bronzmérkőzés |                   |                   |                   |  |  |       |       |       |
|  | B2                           | Thaiföld         |                           |                              | szeptember 25. – Cali | szeptember 25. – Cali | szeptember 25. – Cali     |               |               |               | október 1. – Cali | október 1. – Cali | október 1. – Cali |  |  |       |       |       |
|  | F2                           | Azerbajdzsán     | 13                        |                              | szeptember 25. – Cali | szeptember 25. – Cali | szeptember 25. – Cali     |               |               |               | október 1. – Cali | október 1. – Cali | október 1. – Cali |  |  |       |       |       |
|  | F2                           | Azerbajdzsán     | 13                        |                              |                       | Azerbajdzsán          | Azerbajdzsán              | 2             | Irán (b.u.)   | Irán (b.u.)   | 2 (4)             |                   |                   |  |  |       |       |       |
|  | szeptember 21. – Cali        |                  |                           |                              |                       | Azerbajdzsán          | Azerbajdzsán              | 2             | Irán (b.u.)   | Irán (b.u.)   | 2 (4)             |                   |                   |  |  |       |       |       |
|  |                              |                  | Portugália                | Portugália                   | 3                     |                       |                           | Portugália    | Portugália    | 2 (3)         |                   |                   |                   |  |  |       |       |       |
|  | A1                           | Portugália       | Portugália                | Portugália                   | 3                     | 4                     |                           | Portugália    | Portugália    | 2 (3)         |                   |                   |                   |  |  |       |       |       |
|  | A1                           | Portugália       |                           |                              |                       |                       |                           |               |               |               |                   |                   |                   |  |  |       |       |       |
|  | CDE3                         | Costa Rica       | 0                         |                              |                       |                       |                           |               |               |               |                   |                   |                   |  |  |       |       |       |
|  | CDE3                         | Costa Rica       | 0                         |                              |                       |                       |                           |               |               |               |                   |                   |                   |  |  |       |       |       |

### Nyolcaddöntők
| 2016. szeptember 20. 17:30 (UTC−5) |

| Oroszország                                                                      | 7–0         | Vietnám |
| -------------------------------------------------------------------------------- | ----------- | ------- |
| Csiskala 3' Abramovics 10' 13' Abramov 18' Nyijazov 22' Rômulo 30' Milovanov 37' | Jegyzőkönyv |         |

| Coliseo Iván de Bedout, Medellín Nézőszám: 643 Játékvezető: Jorge Flores (El-salvadori) |

| 2016. szeptember 20. 20:00 (UTC−5) |

| Kolumbia                | 0–0         | Paraguay                            |
| ----------------------- | ----------- | ----------------------------------- |
|                         | Jegyzőkönyv |                                     |
| Büntetőpárbaj           |             |                                     |
| Toro Zúñiga Duque Otero | 2–3         | E. Ayala J. Salas A. Salas G. Ayala |

| Coliseo El Pueblo, Cali Nézőszám: 5,988 Játékvezető: Bogdan Sorescu (román) |

| 2016. szeptember 21. 17:30 (UTC−5) |

| Brazília                    | 4–4 (h. u.) | Irán                                                 |
| --------------------------- | ----------- | ---------------------------------------------------- |
| Falcão 9' 13' Dieguinho 29' | Jegyzőkönyv | Tayyebi 14' Kazemi 31' Hassanzadeh 37' Keshavarz 48' |
| Büntetőpárbaj               |             |                                                      |
| Rodrigo Ari Falcão          | 2–3         | Hassanzadeh Sangsefidi Esmaeilpour                   |

| Coliseo Bicentenario, Bucaramanga Nézőszám: 1,576 Játékvezető: Ondřej Černý (cseh) |

| 2016. szeptember 21. 17:30 (UTC−5) |

| Spanyolország                                                         | 5–2         | Kazahsztán                    |
| --------------------------------------------------------------------- | ----------- | ----------------------------- |
| Lozano 3' Bebe 23' Nurgozhin 32' (öngól) Raúl Campos 39' Miguelín 40' | Jegyzőkönyv | Yessenamanov 5' Nurgozhin 31' |

| Coliseo Iván de Bedout, Medellín Nézőszám: 985 Játékvezető: Vahid Arzpeyma Mohammreh (iráni) |

| 2016. szeptember 21. 20:00 (UTC−5) |

| Portugália                                | 4–0         | Costa Rica |
| ----------------------------------------- | ----------- | ---------- |
| Ricardinho 5' 22' A. Coelho 26' Brito 27' | Jegyzőkönyv |            |

| Coliseo El Pueblo, Cali Nézőszám: 1,072 Játékvezető: Khalid Hnich (marokkói) |

| 2016. szeptember 22. 17:30 (UTC−5) |

| Argentína                  | 1–0 (h. u.) | Ukrajna |
| -------------------------- | ----------- | ------- |
| Cuzzolino 49' (büntetőből) | Jegyzőkönyv |         |

| Coliseo Bicentenario, Bucaramanga Nézőszám: 866 Játékvezető: Nurdin Bukuev (kirgiz) |

| 2016. szeptember 22. 17:30 (UTC−5) |

| Thaiföld                                                                      | 8–13        | Azerbajdzsán                                                                                              |
| ----------------------------------------------------------------------------- | ----------- | --- |
| Suphawut 9' 13' Kritsada 18' 19' 26' Jirawat 22' Jetsada 37' 45' (büntetőből) | Jegyzőkönyv | Vassoura 4' 44' Fineo 6' 13' 44' 48' 49' Boriszov 14' Thiago Bolinha 28' 29' 41' Poletto 31' Huseynli 49' |

| Coliseo Iván de Bedout, Medellín Nézőszám: 838 Játékvezető: Fernando Gutiérrez (spanyol) |

| 2016. szeptember 22. 20:00 (UTC−5) |

| Olaszország                 | 3–4 (h. u.) | Egyiptom                      |
| --------------------------- | ----------- | ----------------------------- |
| Murilo 7' 35' Ercolessi 20' | Jegyzőkönyv | Elashwal 7' 19' 48' Essam 34' |

| Coliseo El Pueblo, Cali Nézőszám: 1,125 Játékvezető: Carlos González (guatemalai) |

### Negyeddöntők
| 2016. szeptember 24. 15:30 (UTC−5) |

| Paraguay                                  | 3–4         | Irán                              |
| ----------------------------------------- | ----------- | --------------------------------- |
| F. Martínez 13' J. Salas 20' Villalba 39' | Jegyzőkönyv | Esmaeilpour 16' 50' Javid 23' 36' |

| Coliseo Bicentenario, Bucaramanga Nézőszám: 2,155 Játékvezető: Marc Birkett (angol) |

| 2016. szeptember 24. 18:00 (UTC−5) |

| Oroszország                                                         | 6–2         | Spanyolország           |
| ------------------------------------------------------------------- | ----------- | ----------------------- |
| Csiskala 3' 15' Eder Lima 19' 31' Fernandão 27' (öngól) Gustavo 39' | Jegyzőkönyv | Rivillos 3' Miguelín 6' |

| Coliseo El Pueblo, Cali Nézőszám: 3,009 Játékvezető: Gean Telles (brazil) |

| 2016. szeptember 25. 15:30 (UTC−5) |

| Argentína                                                        | 5–0         | Egyiptom |
| ---------------------------------------------------------------- | ----------- | -------- |
| Taborda 12' Stazzone 14' Basile 28' Cuzzolino 29' Battistoni 34' | Jegyzőkönyv |          |

| Coliseo Iván de Bedout, Medellín Nézőszám: 2,529 Játékvezető: Alessandro Malfer (olasz) |

| 2016. szeptember 25. 18:00 (UTC−5) |

| Azerbajdzsán                   | 2–3         | Portugália                           |
| ------------------------------ | ----------- | ------------------------------------ |
| Thiago Bolinha 13' Eduardo 35' | Jegyzőkönyv | Djô 8' João Matos 18' Ricardinho 28' |

| Coliseo El Pueblo, Cali Nézőszám: 2,974 Játékvezető: Sergio Cabrera (kubai) |

### Elődöntők
| 2016. szeptember 27. 19:00 (UTC−5) |

| Irán                                      | 3–4         | Oroszország                                         |
| ----------------------------------------- | ----------- | --------------------------------------------------- |
| Esmaeilpour 17' Hassanzadeh 30' Javid 40' | Jegyzőkönyv | Liszkov 14' Abramov 23' Sajahmetov 30' Csiskala 40' |

| Coliseo Iván de Bedout, Medellín Nézőszám: 3,510 Játékvezető: Nurdin Bukuev (kirgiz) |

| 2016. szeptember 28. 19:00 (UTC−5) |

| Argentína                                                        | 5–2         | Portugália            |
| ---------------------------------------------------------------- | ----------- | --------------------- |
| Borruto 5' Stazzone 11' A. Vaporaki 12' Brandi 13' Cuzzolino 36' | Jegyzőkönyv | Ré 9' Tiago Brito 37' |

| Coliseo El Pueblo, Cali Nézőszám: 7,610 Játékvezető: Ondřej Černý (cseh) |

### A 3. helyért
| 2016. október 1. 12:00 (UTC−5) |

| Irán                                           | 2–2         | Portugália                                                           |
| ---------------------------------------------- | ----------- | -------------------------------------------------------------------- |
| Kazemi 26' Javid 36' (büntetőből)              | Jegyzőkönyv | Cardinal 21'                                                         |
| Büntetőpárbaj                                  |             |                                                                      |
| Hassanzadeh Taheri Tayyebi Kazemi Ahmadi Javid | 4–3         | Cardinal Tiago Brito Ricardinho Bruno Coelho André Coelho João Matos |

| Coliseo El Pueblo, Cali Nézőszám: 4,018 Játékvezető: Alessandro Malfer (olasz) |

### Döntő
| 2016. október 1. 14:30 (UTC−5) |

| Oroszország                                    | 4–5         | Argentína                                                                 |
| ---------------------------------------------- | ----------- | ------------------------------------------------------------------------- |
| Eder Lima 16' 22' 40' (büntetőből) Liszkov 39' | Jegyzőkönyv | A. Vaporaki 16' Cuzzolino 20' (büntetőből) Brandi 22' 23' C. Vaporaki 39' |

| Coliseo El Pueblo, Cali Nézőszám: 8,559 Játékvezető: Fernando Gutiérrez Lumbreras (spanyol) |

## Végeredmény
| A 2016-os futsal-világbajnokság győztese |
| ---------------------------------------- |
| ARGENTÍNA 1. cím                         |